# Вудлон, Холли
Холли Вудлон (англ. Holly Woodlawn), урождённая Харольдо Сантьяго Франчески Родригес Данакл (исп. Haroldo Santiago Franceschi Rodriguez Danhakl; 1946—2015) — американская трансгендерная актриса пуэрто-риканского происхождения, входившая в круг суперзвёзд Уорхола (американского поп-арт-художника Энди Уорхола).

## Биография
Родилась 26 октября 1946 года в городке Хуана-Диас, Пуэрто-Рико, в семье американского солдата немецкого происхождения, мать — Аминта Родригес, пуэрториканка. Выросла в Майами-Бич, штат Флорида.
В 1962 году уехала на север США, изменив своё имя на Холли Вудлон. По её словам, когда обычные дети учили уроки, ей пришлось заниматься проституцией. В 1969 году она хотела сменить свой пол, но передумала.
Холли Вудлон встретилась с Энди Уорхолом на его «Фабрике» на просмотре фильма Flesh (1968). Через него познакомилась с актрисой Джеки Кёртис. В октябре 1970 года, при поддержке Джорджа Кьюкора и Академии кинематографических искусств и наук, номинировалась на лучшую женскую роль за работу в фильме Trash (1970). В мае 1971 года Холли некоторое время подменяла Кэнди Дарлинг в постановке Vain Victory театра La MaMa Theatre.
Несколько раз арестовывалась в Пуэрто-Рико и Нью-Йорке. В 1977 году переехала в Сан-Франциско. В Нью-Йорк возвращалась для участия в ток-шоу Херальдо Риверы. В 1978 году снова попала в тюрьму за нарушение условий испытательного срока, но была освобождена при содействии политика Ethan Geto. В 1979 году карьера Холли Вудлон пошатнулась и она переехала обратно к своим родителям в Майами, работая уборщицей в ресторане Benihana.
Вернувшись в Нью-Йорк в середине 1980-х годов, работала певицей в различных мюзиклах и ревю клубов города. В 1990-е годы Вудлоун продолжала участвовать различных скромных работах. В 1991 году она опубликовала совместно с писателем Jeff Copeland автобиографию Holly Woodlawn Story, «A Low Life in High Heels».
В июне 2015 года актриса серьёзно заболела и была госпитализирована в лос-анджелесский медицинский центр Cedars-Sinai Medical Center. У неё был обнаружен рак, но из-за улучшения состояния Вудлон вернулась в свой дом, продолжая лечение на дому. В октябре она освободила свою квартиру в Голливуде и стала жить в доме престарелых.
Умерла от рака 6 декабря 2015 года в Лос-Анджелесе, Калифорния.